# Hugo Siquet
Hugo Siquet (Marche-en-Famenne, 9 juli 2002) is een Belgisch voetballer die uitkomt voor Club Brugge, dat hem overnam in juli 2024 van het Duitse SC Freiburg. Siquet is een vleugelverdediger.

## Clubcarrière

### Standard Luik
Siquet is een jeugdproduct van Standard Luik. Daar speelde hij op verschillende verdedigende posities, maar na het vertrek van Yunus Bahadir naar KRC Genk verhuisde hij naar de rechtsachterpositie. Hoewel hij vanwege een blessure niet tot het kransje jeugdspelers behoorde dat  tijdens de voorbereiding op het seizoen 2020/21 zijn kans kreeg, mocht hij op 5 november 2020 zijn officiële debuut maken in het eerste elftal van de club: in de Europa League-groepswedstrijd tegen Lech Poznań viel hij tijdens de rust in voor Nicolas Gavory. Drie later kreeg hij, mede vanwege de positieve coronatest van Collins Fai, van coach Philippe Montanier zijn eerste basisplaats in de competitiewedstrijd tegen Royal Antwerp FC. Siquet werd na 82 minuten vervangen voor Laurent Jans, de wedstrijd eindigde op 1-1. Siquet verdween daarna een tijdje uit beeld, tot hij een kleine twee maand later bij een 0-2-achterstand mocht invallen in de thuiswedstrijd tegen Sint-Truidense VV. Na amper één minuut op het veld te staan gaf hij al de assist voor de aansluitingstreffer van Jackson Muleka. De gelijkmaker wist Standard echter niet meer te maken, en na deze nederlaag werd coach Montanier ontslagen.
In de eerste wedstrijd van de nieuwe coach Mbaye Leye kreeg Siquet meteen een basisplaats in de thuiswedstrijd tegen Waasland-Beveren. In de met 3-1 gewonnen wedstrijd was hij opnieuw goed voor een assist, deze gaf hij aan Selim Amallah bij het tweede doelpunt. In zijn eerste seizoen klokte Siquet, die in de media geregeld gecomplimenteerd werd over zijn goede voorzetten, af op 26 wedstrijden in alle competities, waaronder de bekerfinale tegen KRC Genk. Het leverde hem in de zomer van 2021 interesse op van onder andere de Franse kampioen Lille OSC en Premier League-promovendus Brentford FC, maar een transfer kwam er niet.

### SC Freiburg
Op woensdag 1 december 2021 maakte Standard Luik bekend dat Siquet vanaf januari 2022 voor Bundesligaclub SC Freiburg zal uitkomen. Siquet tekende een contract tot 2026. Freiburg betaalde om en bij de vijf miljoen euro.
Op 2 april 2022 maakte hij zijn officiële debuut in het eerste elftal van de club: in de competitiewedstrijd tegen Bayern München (1-4-verlies) viel hij in de 69e minuut in voor Jonathan Schmid. Het was zijn enige wedstrijd dat seizoen. In zijn tweede seizoen was hij aanvankelijk invaller, maar gaandeweg verdween hij uit beeld. Hij kwam dit kalenderjaar slechts vier keer in actie voor de hoofdmacht van Freiburg.

#### Verhuur aan Cercle Brugge
Vanaf januari 2023 werd Siquet uitgeleend aan Cercle Brugge tot het einde van het seizoen. Cercle had ook een optie op een bijkomend seizoen. In negentien competitiewedstrijden scoorde hij twee keer en gaf hij twee assists. De verdediger bleef nog een tweede seizoen op huurbasis bij de vereniging.

### Club Brugge
Zijn uitstekend anderhalve seizoen bij Cercle bezorgde Siquet eind juli 2024 een definitieve transfer van SC Freiburg naar de buur Club Brugge, waar hij een contract tot medio 2028 tekende.

## Clubstatistieken
| Seizoen         | Club            | Land               | Competitie      | Competitie | Competitie | Beker | Beker | Supercup | Supercup | Europees | Europees | Totaal | Totaal |
| Seizoen         | Club            | Land               | Competitie      | Wed.       | Dlp.       | Wed.  | Dlp.  | Wed.     | Dlp.     | Wed.     | Dlp.     | Wed.   | Dlp.   |
| --------------- | --------------- | ------------------ | --------------- | ---------- | ---------- | ----- | ----- | -------- | -------- | -------- | -------- | ------ | ------ |
| 2020/21         | Standard Luik   | Vlag van België    | Eerste klasse A | 20         | 0          | 5     | 0     | —        | —        | 1        | 0        | 26     | 0      |
| 2021/22         | Standard Luik   | Vlag van België    | Eerste klasse A | 17         | 0          | 0     | 0     | —        | —        | —        | —        | 17     | 0      |
| 2021/22         | SC Freiburg II  | Vlag van Duitsland | 3. Liga         | 2          | 0          | —     | —     | —        | —        | —        | —        | 2      | 0      |
| 2021/22         | SC Freiburg     | Vlag van Duitsland | Bundesliga      | 1          | 0          | —     | —     | —        | —        | —        | —        | 1      | 0      |
| 2022/23         | SC Freiburg     | Vlag van Duitsland | Bundesliga      | 2          | 0          | 0     | 0     | —        | —        | 1        | 0        | 3      | 0      |
| 2022/23         | SC Freiburg II  | Vlag van Duitsland | 3. Liga         | 2          | 0          | —     | —     | —        | —        | —        | —        | 2      | 0      |
| 2022/23         | → Cercle Brugge | Vlag van België    | Eerste klasse A | 20         | 2          | 0     | 0     | —        | —        | —        | —        | 20     | 2      |
| 2023/24         | → Cercle Brugge | Vlag van België    | Eerste klasse A | 30         | 0          | 1     | 0     | —        | —        | —        | —        | 31     | 0      |
| 2024/25         | Club Brugge     | Vlag van België    | Eerste klasse A | 0          | 0          | 0     | 0     | —        | —        | 0        | 0        | 0      | 0      |
| Carrière totaal | Carrière totaal | Carrière totaal    | Carrière totaal | 94         | 2          | 6     | 0     | 0        | 0        | 2        | 0        | 102    | 2      |

Bijgewerkt op 5 april 2022.

## Interlandcarrière

### Beloften
Siquet nam in 2019 met België –17 deel aan het EK onder 17 in Ierland. Tijdens de eerste groepswedstrijd tegen Tsjechië (1-1) kwam hij niet in actie, in de tweede groepswedstrijd tegen Griekenland (3-0-winst) viel hij in de 68e minuut in voor Tibo Persyn en deelde hij in de blessuretijd de assist uit voor de 3-0, en in de derde groepswedstrijd tegen Ierland (1-1) werd hij in de 89e minuut gewisseld voor Yunus Bahadir. In de kwartfinale tegen Nederland (0-3-verlies) en de wedstrijd om de vijfde plaats tegen Hongarije (verlies na strafschoppen) kwam hij niet in actie.
Op 19 maart riep Jacky Mathijssen hem voor het eerst op bij de Belgische beloften. Op 4 juni 2021 debuteerde hij in de EK-kwalificatiewedstrijd tegen Kazachstan (1-3-winst). Drie maanden later mocht hij "als beloning voor zijn goede prestaties bij de beloften" even meetrainen met de Rode Duivels. Dit geldt evenwel niet als officiële selectie, want Siquet reisde niet mee Kazan voor de WK-kwalificatiewedstrijd tegen Wit-Rusland.

### België
Bondscoach Domenico Tedesco riep Siquet in september 2023 in aanloop naar twee EK-kwalificatiewedstrijden tegen Azerbeidzjan en Estland op Belgisch voetbalelftal, dit nadat Alexis Saelemaekers zich geblesseerd had op training. Het was zijn eerste selectie. Na Olivier Deman bij de vorige interlandperiode was er dus een nieuwe Cercle Brugge-speler die in de selectie zat. Op 12 september 2023 debuteerde hij in het Koning Boudewijnstadion tegen Estland. Hij viel na 66 minuten in voor Timothy Castagne. De wedstrijd eindigde in een 5–0 overwinning.

### Interlands
| Interlands van Hugo Siquet voor België | Interlands van Hugo Siquet voor België | Interlands van Hugo Siquet voor België | Interlands van Hugo Siquet voor België | Interlands van Hugo Siquet voor België | Interlands van Hugo Siquet voor België |
| No.                                    | Datum                                  | Wedstrijd                              | Uitslag                                | Soort Wedstrijd                        | Doelpunten                             |
| Als speler bij Cercle Brugge           | Als speler bij Cercle Brugge           | Als speler bij Cercle Brugge           | Als speler bij Cercle Brugge           | Als speler bij Cercle Brugge           | Als speler bij Cercle Brugge           |
| -------------------------------------- | -------------------------------------- | -------------------------------------- | -------------------------------------- | -------------------------------------- | -------------------------------------- |
| 1.                                     | 12 september 2023                      | België – Estland                       | 5 – 0                                  | Kwalificatie EK 2024                   | -                                      |
| Totaal                                 | Totaal                                 | Totaal                                 | Totaal                                 | Totaal                                 | 0                                      |

Bijgewerkt t/m 12 september 2023

## Erelijst
| Individueel               |    |      |
| Prijs Dominique D'Onofrio | 1x | 2021 |

## Privéleven
Hij is een neefje en tevens het petekind van gewezen profvoetballer Thierry Siquet. Deze kreeg net als hem zijn opleiding bij Standard en brak er vervolgens ook door in het eerste elftal.

## Trivia
- Siquet maakte zijn officiële debuut bij Standard met het rugnummer 41, maar kreeg er later het rugnummer 2.